# بن صهیون آبا شائول

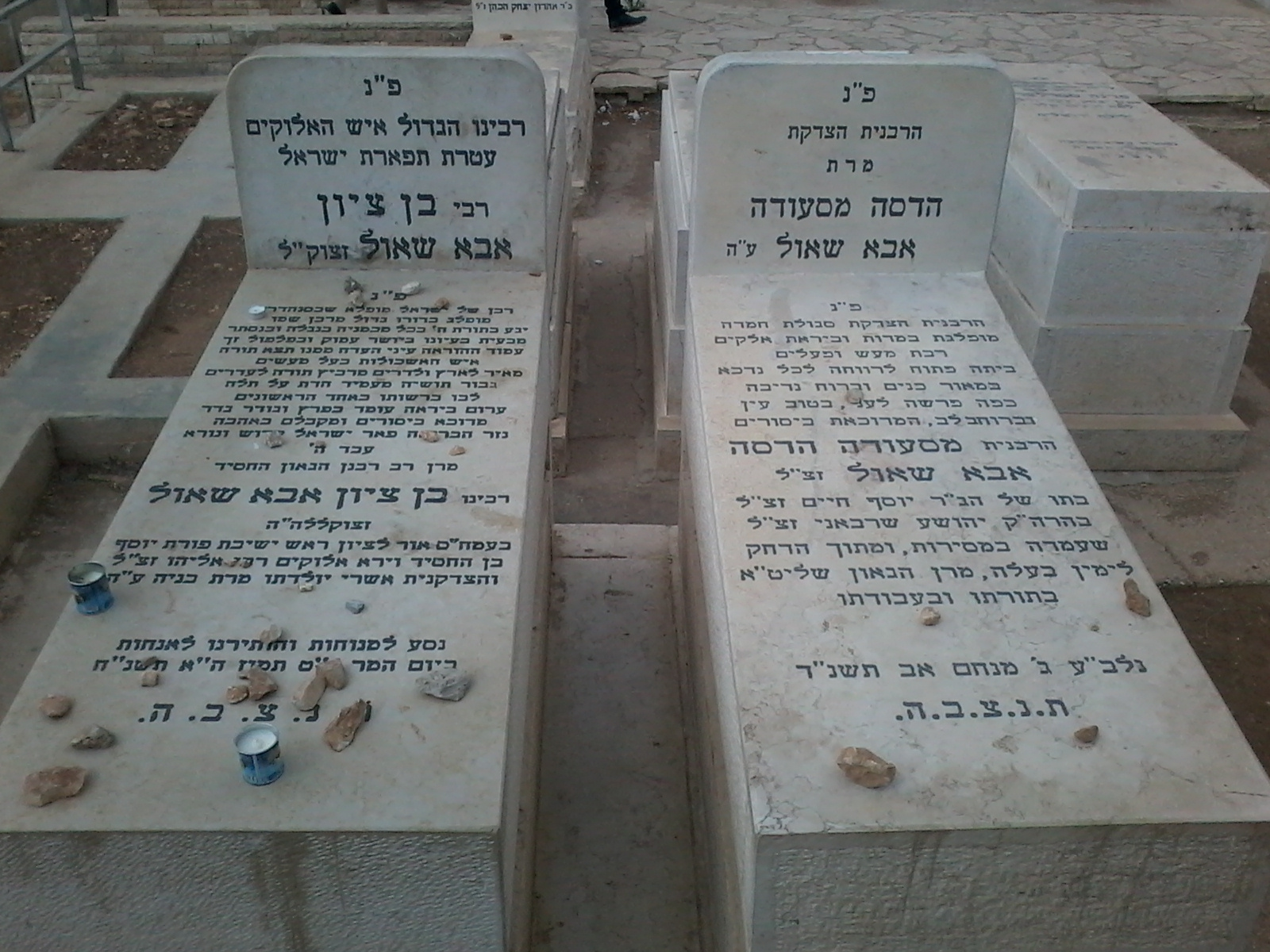
نمایی از آرامگاه خاخام بن صهیون ابا شائول در کنار همسرش «هداسا مسعودا». آرامستان سنهدریا، شمال اورشلیم - ۲۰۱۸

بن صهیون آبا شائول (عبری:בן-ציון אבא-שאול) (۱۹۲۴–۱۹۹۸) یک ربی سفاردی معروف در اورشلیم بود. او نقش مهمی در بیداری مذهبی در بین یهودیان سفاردی داشت و مدارس ماعیان هاچینوخ هاتورانی را تأسیس نمود. او همچنین شهرت داشت که آمرزشهای او مورد قبول قرار می‌گیرد.

## زندگی‌نامه
او در اورشلیم از الیاهو و بن آیا آبا شائول که یهودیان ایرانی مهاجر به اسرائیل بودند به دنیا آمد. پدر او الیاهو یک دانشمند تورات و کابالیست بود. اولین معلم الیاهو پدرش بود. الیاهو به عنوان گبای در کنیسه اوهل راحیل در اورشلیم کار می‌کرد.
آبا شائول بزرگ‌ترین فرزند در یک خانواده شانزده فرزندی بود. با اینکه خانواده او فقیر بودند پدر و مادر او در تلاش بودند که تمامی فرزندان خود را به عنوان روحانی تورات تربیت کنند با اینکه بیشتر یهودیان سفاردی فرزندان خود را به مدارس صهیونیست می‌فرستادند. خانواده او بسیار مذهبی بودند و حتی در زمان عید پسح خود گندم را تبدیل به آرد کرده و از هیچ ماده بسته‌بندی حتی شکر استفاده نمی‌کردند.
در سن ۱۱ سالگی آبا شائول وارد پورات یوسف شد که معروفترین یشیوای سفاردی در اورشلیم بود. معلم او ربی یهودا زدکا بود و یکی ز همکلاسیهای او ربی عوادیا یوسف بود که بعدها رهبریهودیان سفاردی در اسرائیل شد. آبا شائول تعلیمات مذهبی خود را تا بالاترین درجه پیش برد. آبا شائول در مطالعه تورات بسیار دقیق بود و بیشتر مسائل را بارها می‌خواند.
در سال ۱۹۴۸ آبا شائول با حدسه دختر ربی یوسف شهربانی که دانشمند تورات و کابالیست و فرزند ربی یهوشوا شهربانی بود ازدواج کرد. آبا شائول به همراه پدر همسرش به مطالعه تورات می‌پرداخت؛ ولیکن این ازدواج بدون ثمره بود و بیش از ده بار فرزند آنها قبل از به دنیا آمدن از دنیا رفت. سرانجام بعد از تلاش تنها فرزند آنها الیاهو به دنیا آمد.
آبا شائول معلم تلمود توراه در بنی صهیون شد. آبا شائول در کابالا مهارت زیادی داشت. او در سال ۱۹۹۸ درگذشت.